# Вестмінстерський міст
Вестмінстерський міст (англ. Westminster Bridge) — арковий міст через Темзу в Лондоні, що сполучає Вестмінстер і Ламбет, на якому є й автомобільне полотно і пішохідні тротуари. Цей міст сполучених Вестмінстерський палац на західній стороні річки з Залом Графства і Лондонським Оком (Колесо Тисячоліття — оглядовий атракціон) на східній стороні, і був місцем закінчення Лондонського Марафону протягом перших років існування останнього. Сучасний міст, відкритий в 1862 році, є другим на цьому місці, і замінив більш ранній кам'яний міст, який був відкритий для руху в 1750 році, але сильно просідав і був дорогим в обслуговуванні і підтримці. Вестмінстерський Міст — це міст зі звареного заліза, має шість опор і сім арок, найбільшу кількість з сучасних мостів Лондона, і який виконаний у готичному стилі Чарльзом Беррі (архітектор Вестмінстерського палацу). Це — найстаріший міст в середній течії Темзи.
Міст має зелений колір, той же самий колір як шкіряні місця в Палаті громад, яка розташована з боку Палацу Вестмінстер — цим міст відрізняється від Моста Лембет, який пофарбований в червоний колір (колір місць в Палаті лордів), і який виходить до протилежної сторони Будинку парламенту.
Наступний міст вниз за течією — це пішохідний міст Хангерфорд, а вгору за течією — Міст Лембет.

## Галерея

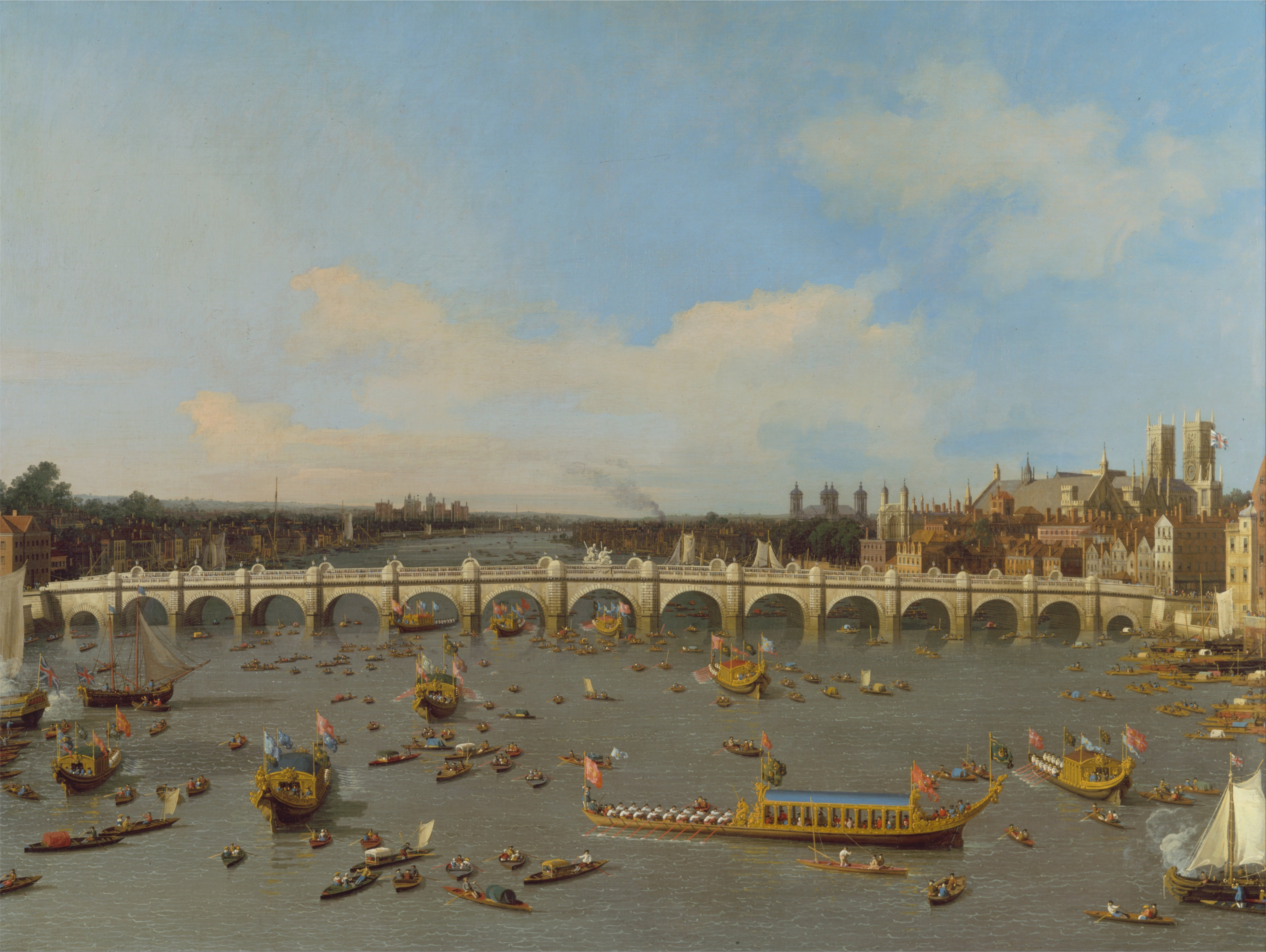
Картина Каналетто (1746)
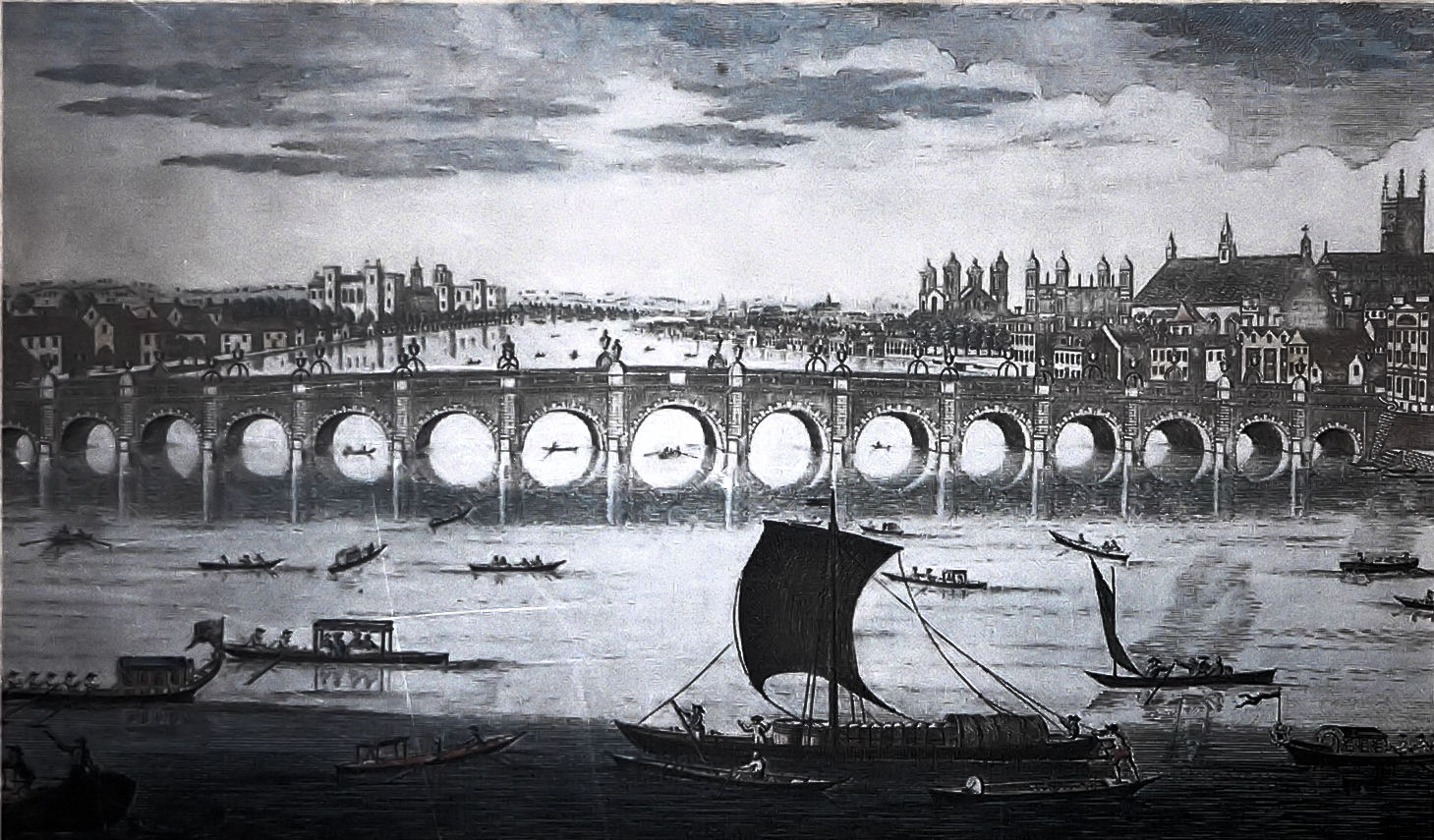
Вестмінстерський міст (бл. 1750)
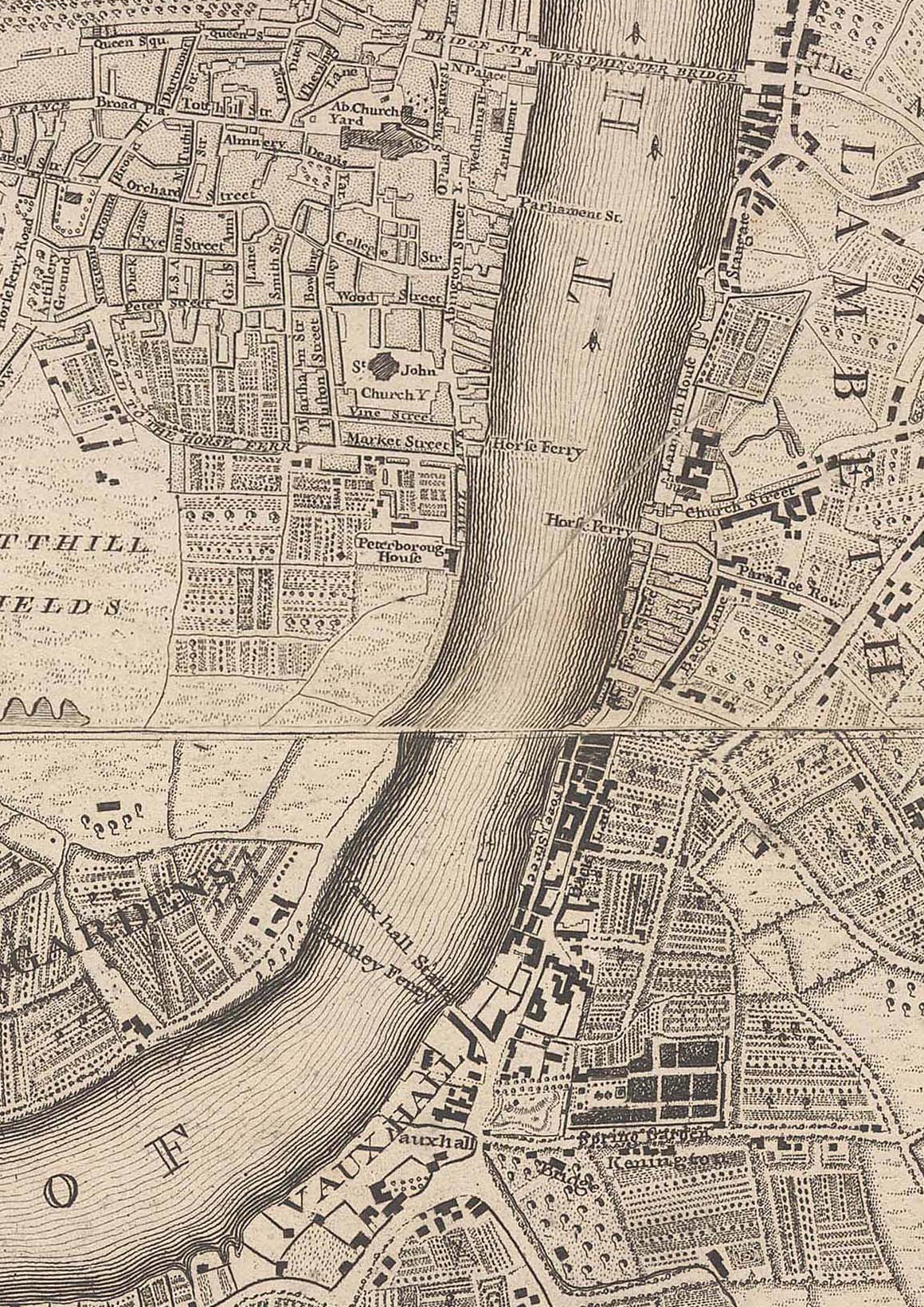
1746 рік
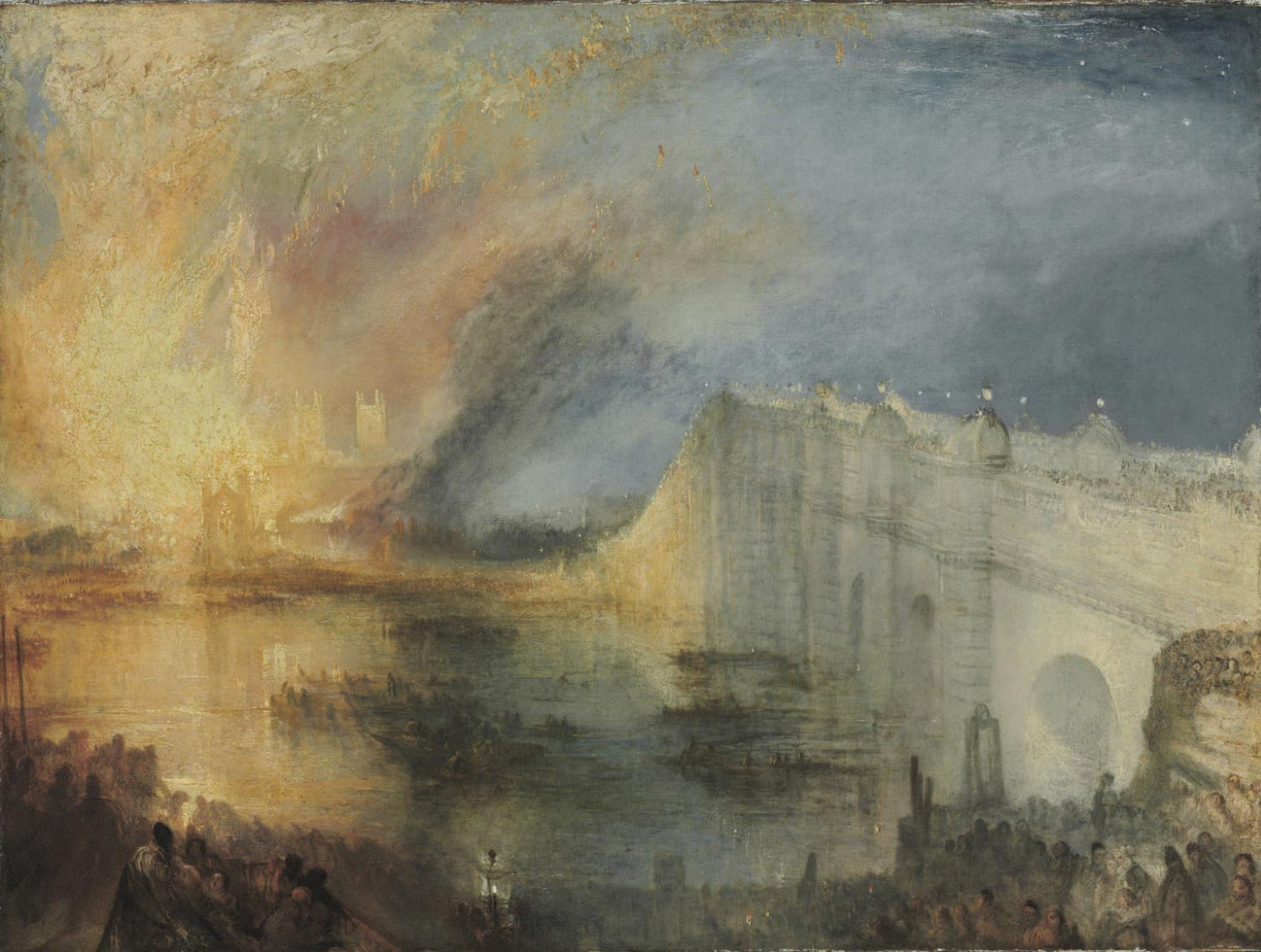
Пожежа в палатах лордів і громад (1835)
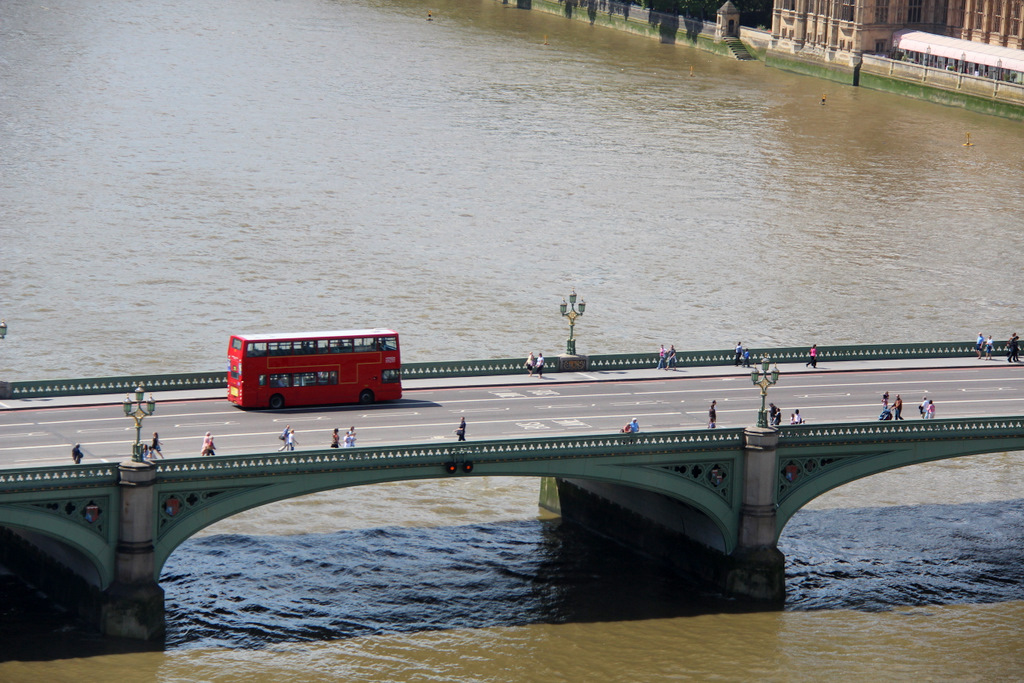
Вестмінстерський міст. Автобус Лондон Юнайтед (2011).